# Триго, Фелипе
Фелипе Триго (исп. Felipe Trigo y Sánchez-Mora; 13 февраля 1864, Вильянуэва-де-ла-Серена, провинция Бадахос, Эстремадура — 2 сентября 1916, Мадрид) — испанский писатель

, военный медик.

## Биография
Изучал медицину в Мадриде. После окончания университета работал врачом в крохотных городках Трухильянос и Вальверде-де-Мерида, затем в Севилье. Будучи вновь переведён в глубокую провинцию — в приход Трубия недалеко от Овьедо, предпочёл вступить добровольцем в Военный медицинский корпус. Был отправлен на службу на Филиппины, где во время восстания местного населения получил шесть ранений мачете и вышел в отставку в 1900 году в звании подполковника. Вернувшись в Испанию, полностью посвятил себя литературной карьере.
Покончил с собой, застрелившись в собственном рабочем кабинете. Согласно оставленной писателем посмертной записке, он решился на этот шаг из-за неизлечимой болезни.

## Творчество
Фелипе Триго — автор социальных романов, близкий к Бласко Ибаньесу и писателям его круга. Наиболее волнующая тема его произведений — эротизм, борьба против католического и мещанского взгляда на брак и любовь и противопоставление ему свободной любви как естественного инстинкта и как пути к возрождению человечества. Под влиянием натурализма произведений Золя, доведенного им до последней степени, снискал себе славу порнографического писателя, но социальная заостренность сделала лучшие из его романов («Las ingenuas», 1901; «La sed de amor», 1903; «Sor Demonio», 1908, и др.) исключительно популярными в самых широких кругах читателей.

## Избранные произведения

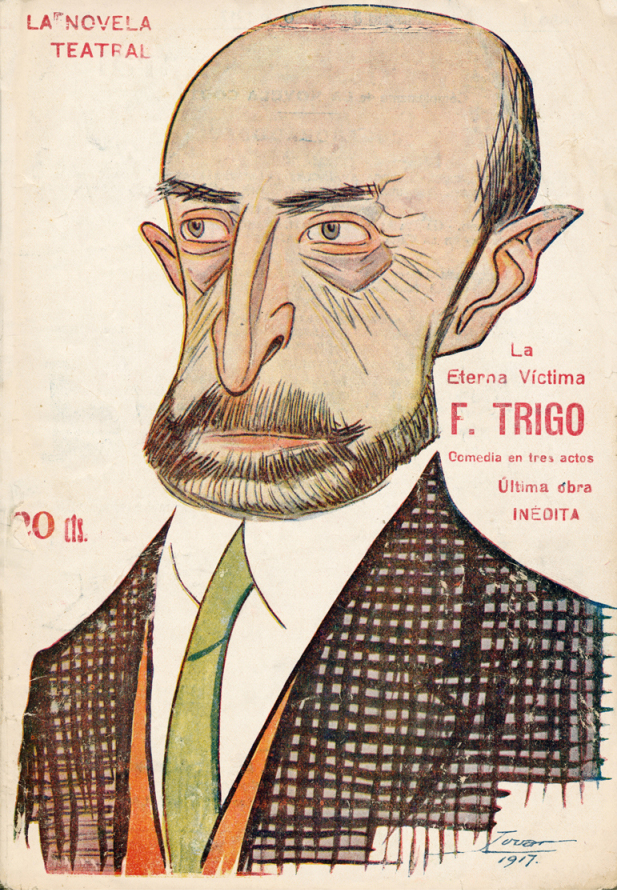
Карикатура на Фелипе Триго

- Las ingenuas (1901)
- La sed de amar (1903)
- Alma en los labios (1905)
- La Altísima (1907)
- La bruta (1908)
- Sor Demonio (1909)
- En la carrera (1909)
- Cuentos ingenuos (1909)
- Las posadas del amor (1909)
- Además del frac (1910)
- Así paga el diablo (1911)
- El papá de las bellezas (1913)
- A prueba

## Память
- В 1981 году городской совет Вильянуэва-де-ла-Серена учредил литературную премию им. Фелипе Триго.